# Šťavnatka žíhaná
Šťavnatka žíhaná (Hygrophorus arbustivus) je vzácný druh houby z čeledi šťavnatkovité (Hygrophoraceae). V Červeném seznamu hub České republiky je druh uveden jako kriticky ohrožený.

## Znaky
Klobouk má 2-7 cm v průměru, v mládí zvoncovitý, pak klenutý s podvinutým okrajem a výrazným středovým hrbolem a nakonec plošně rozložený s výrazným vmáčknutím kolem hrbolu. Slizká, vrostle vláknitá pokožka má okrově hnědou, medovou, béžovou až červenohnědou barvu, střed je zbarvený nejvýrazněji.
Lupeny jsou ztlustlé, bílé, světle okrové či krémově načervenalé, u třeně široce připojené či sbíhavé, na klobouku poměrně řídce uspořádané.Výtrusný prach je bílý.
Třeň je 4-7 cm dlouhý, válcovitý, plný, suchý, bílý, smetanový až okrový, jemně plstnatý, na horní části vločkatý.
Bílá až červenavá dužnina.

## Užití
Jedlá houba.

## Ekologie
Od září do prosince roste tato houba velmi vzácně v listnatých lesích se zásaditým substrátem, ze stromů preferuje duby, může však růst i pod jinými stromy.
Ve středomořských oblastech lze plodnice tohoto druhu najít celý rok.

## Rozšíření
Výskyt druhu by popsán v oblastech Brazílie, Evropy a Japonska.

## Galerie

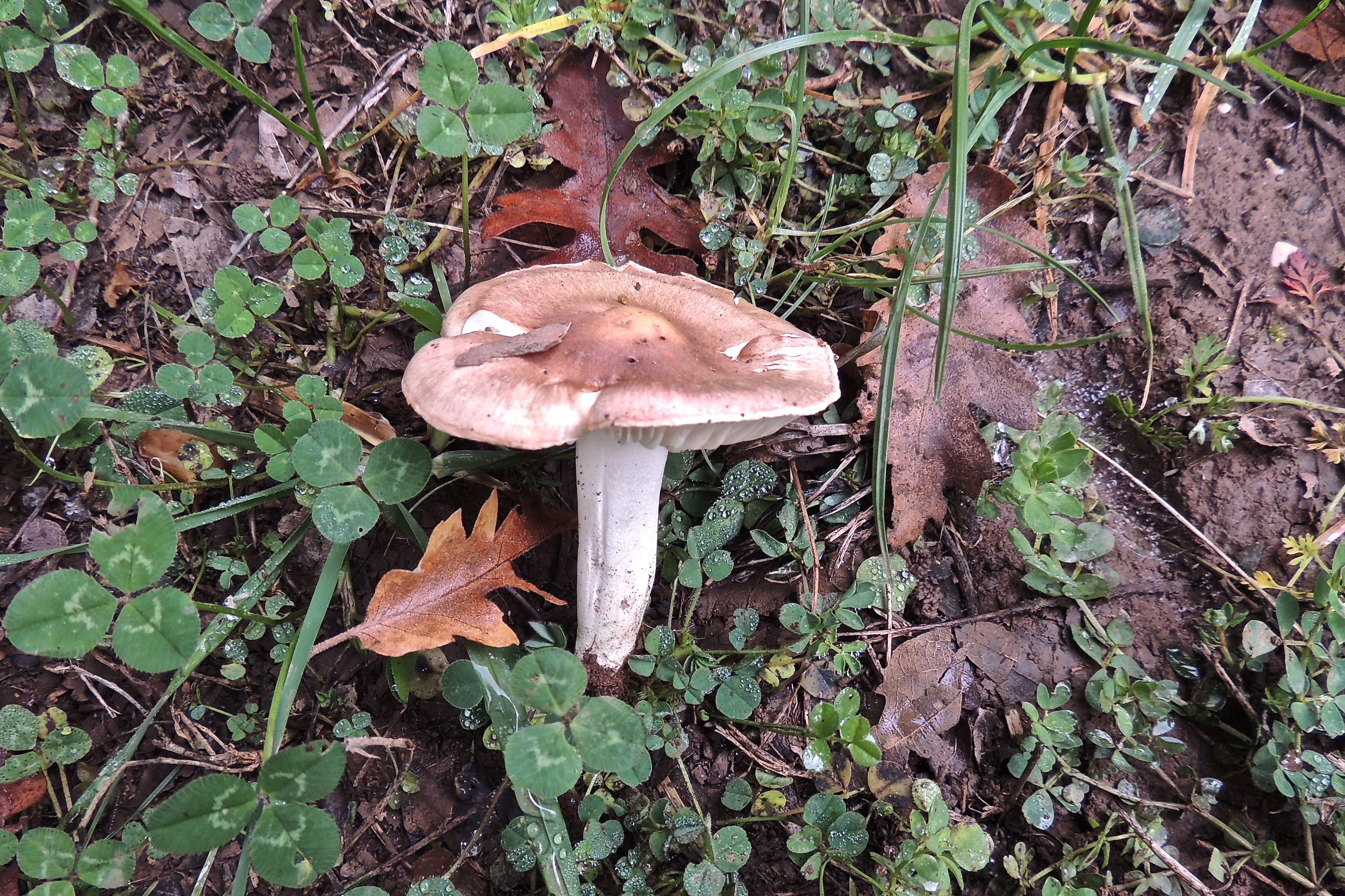

## Možnost záměny
- Šťavnatka Lindtnerova (Hygrophorus lindtneri)[3]